# Ukraine International Airlines

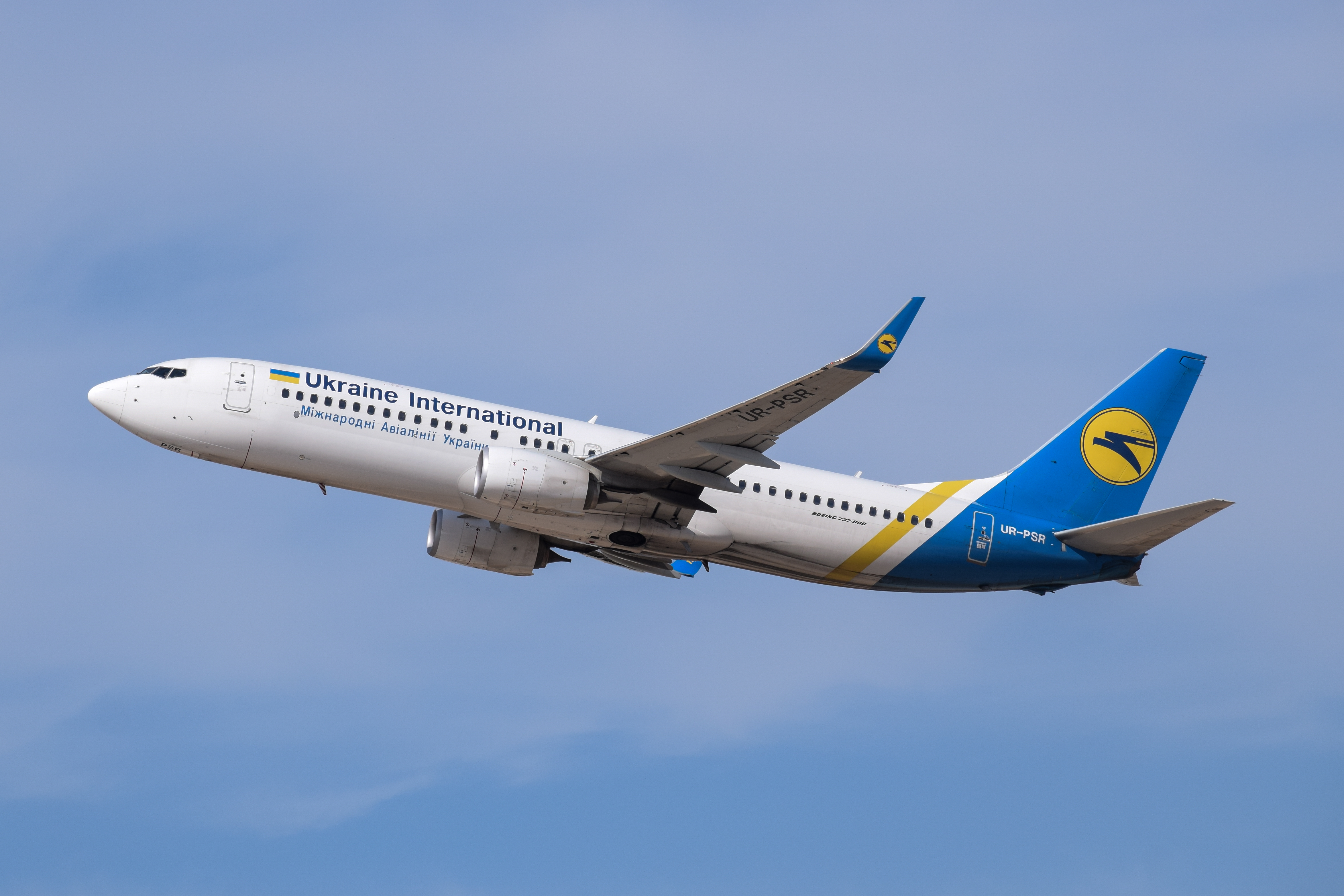
UR-PSR, chiếc Boeing 737-8KV của Ukraine International Airlines liên quan trong vụ tai nạn, được chụp vào ngày 18 tháng 10 năm 2019 ở Sân bay quốc tế Ben Gurion.

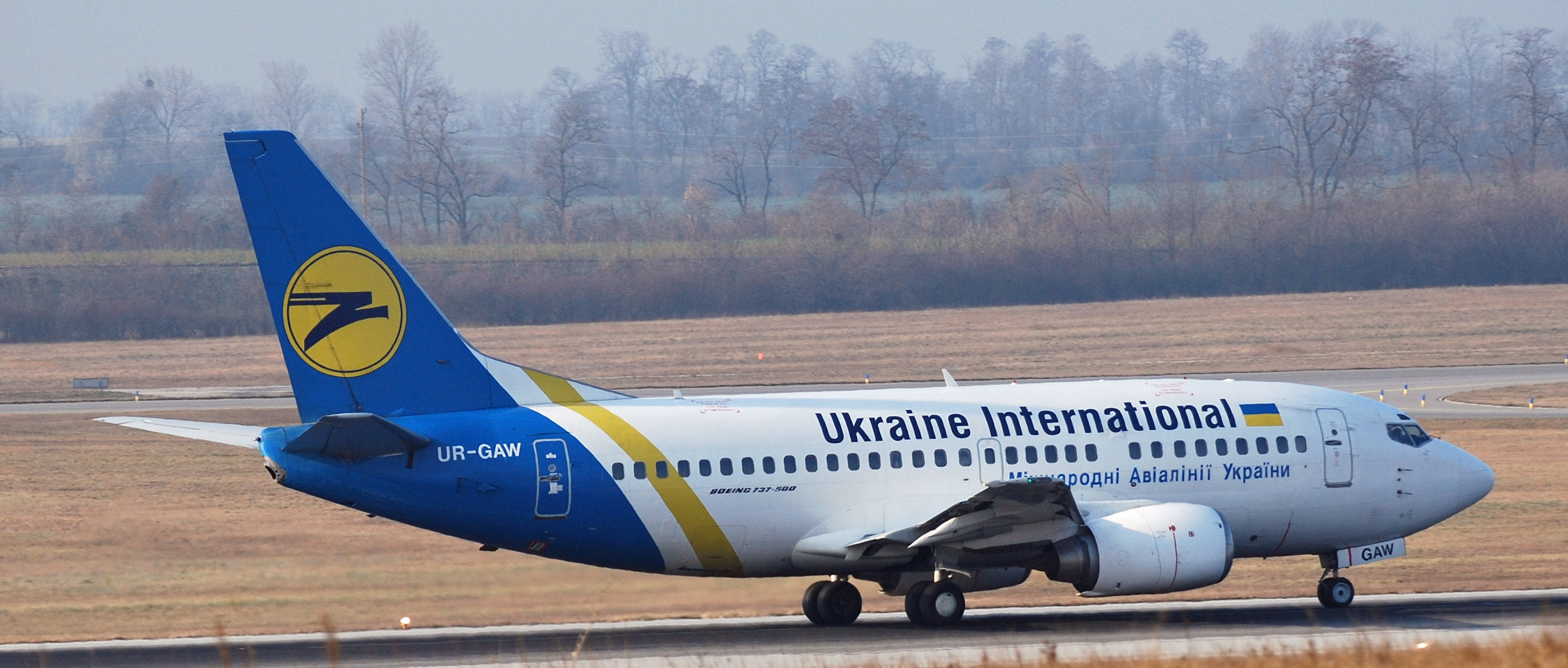
Boeing 737-500 của hãng tại Sân bay quốc tế Viên.

Ukraine International Airlines (tiếng Ukraina: ЗАТ "Авіакомпанія "Міжнародні Авіалінії України", Mizhnarodni Avialiniyi Ukrayiny, /ˌmiʒnɑˈrɔdni ˌɑwijɑˈʎiɲiji ukrɑˈjɪnɪ/) là một hãng hàng không quốc gia của Ukraina. Hãng có trụ sở tại thủ đô Kiev. Hãng có các tuyến bay chở khách và hàng hoá nội địa và đến các nước Tây Âu. Căn cứ chính của hãng này là sân bay quốc tế Boryspil. Hãng này được lập ngày 1 tháng 10 năm 1992 và bắt đầu hoạt động ngày 25 tháng 11 năm 1992.Hãng khai thác các chuyến bay chở khách trong nước và Quốc tế với các dịch vụ vận tải đến châu Âu, Trung Đông, Hoa Kỳ, Canada và  châu Á.

## Lịch sử

### Thời kỳ đầu
Được thành lập vào ngày 1 tháng 10 năm 1992,để thay thế cho Hãng hàng không Ukraina -một phần còn lại của kỉ nguyên Xô Viết.Hãng bắt đầu hoạt động vào ngày 25 tháng 11 năm 1992 với chuyến bay Kiev-London. Hãng trở thành một trong những "liên doanh với vốn nước ngoài" đầu tiên ở Ukraina và là hãng hàng không đầu tiên ở Liên Xô cũ sử dụng máy bay Boeing 737-400 mới. Các cổ đông sáng lập là Hiệp hội Hàng không Dân dụng Ukraine và Guinness Peat Hàng không (GPA), một công ty cho thuê máy bay Ailen.
Hãng đã bắt đầu hoạt động vận chuyển hàng hóa bằng một chiếc máy bay Boeing 737-200 vào ngày 13 tháng 11 năm 1994 đến London và Amsterdam.
Năm 1996, hãng hàng không Áo và Swissair trở thành cổ đông, đầu tư 9 triệu đô la Mỹ vào vốn cổ phần mới.
Năm 2000, Ngân hàng Tái thiết và Phát triển Châu Âu đã trở thành cổ đông bằng cách đầu tư 5,4 triệu đô la. Năm 2006, UIA đã áp dụng một hệ thống phân loại mới cho các hoạt động vận chuyển hàng hóa cho phép hãng hàng không vận chuyển nhiều loại hàng hóa khác nhau, từ động vật sống đến thực phẩm tươi sống và các đối tượng có giá trị. Ngoài ra, một dịch vụ chuyển phát nhanh đã được giới thiệu để đáp ứng nhu cầu của khách hàng muốn sử dụng các dịch vụ giao hàng nhanh.

## Tai nạn và sự cố
Vào ngày 8 tháng 1 năm 2020, một chiếc Boeing 737-8KV mang số hiệu 752  đã bị Bắn hạ bởi tên lửa đất đối không của Vệ binh Cách mạng Hồi giáo Iran, giết chết tất cả 176 người trên máy bay.
1. ↑  Power structure "МАУ". Retrieved June 30, 2023.